# Blaise Bicknell
Blaise Bicknell (* 26. November 2001 in Miami, Florida) ist ein US-amerikanisch-jamaikanischer Tennisspieler.

## Karriere
Zwischen 2015 und 2019 spielte Bicknell auf der ITF Junior Tour fast 200 Matches. Dabei nahm er aber nur einmal an einem Grand-Slam-Turnier teil: 2019 im Einzel und Doppel der US Open, dem letzten Major als Juniorenspieler. In beiden Wertungen schied er früh aus. In der Junioren-Rangliste erreichte er mit Platz 96 seine höchste Notierung. Titel gewann er bis auf einen Doppeltitel der Grade 2 im Jahr 2019 nur fünf Titel der niedrigsten Wertungen.
Bicknell erhielt 2019 ein Tennisstipendium an der University of Florida, wo er zunächst zwei Jahre College Tennis spielte. 2021 wechselte er an die University of Tennessee, wo er 2023 seinen Abschluss machte. Darauffolgend blieb er wegen eines Postgraduales Studiums ein weiteres Jahr an der Uni. In der Rangliste der ITA stand er im Einzel und Doppel jeweils in den Top 50. Während des Studiums erzielte er im Einzel erste Erfolge bei den Profis. 2022 stieg er in die Top 1000 der Weltrangliste ein, indem er auf der drittklassigen ITF Future Tour sein erstes Endspiel erreichte und sich für erste Turniere der ATP Challenger Tour qualifizierte. Zwei weitere Future-Finals im Jahr 2023, von denen er eines für seinen ersten Titel nutzte, brachten ihn bis kurz vor die Top 500 der Welt. Im August zog Bicknell durch vier Siege in Folge das erste Mal in ein Challenger-Endspiel in Lima ein, wo er Álvaro Guillén Meza aus Ecuador unterlag. In der Folge qualifizierte er sich immer wieder für Challengers, wo er vor Jahresende erneut ein Viertelfinale erreichen konnte. Für Jamaika trat er im Juli 2023 bei den Zentralamerika- und Karibikspielen an, wo er im Herreneinzel die Bronzemedaille gewann. Im September ging er auch bei den Panamerikanische Spielen an den Start, schied dort allerdings früh im Einzel und Doppel aus. Zudem spielte er seit 2021 in zwölf Begegnungen für die jamaikanische Davis-Cup-Mannschaft, für die er eine Bilanz von 13:7 hat. Das Jahr 2023 schloss er mit Platz 398 ab, seinem Karrierehoch.

## Erfolge
| Legende (Anzahl der Siege) |
| Grand Slam                 |
| ATP Finals                 |
| ATP Tour Masters 1000      |
| ATP Tour 500               |
| ATP Tour 250               |
| ATP Challenger Tour (1)    |

### Einzel

#### Turniersiege
| Nr. | Datum           | Turnier      | Belag     | Finalgegner    | Ergebnis |
| --- | --------------- | ------------ | --------- | -------------- | -------- |
| 1.  | 28. Januar 2024 | Indian Wells | Hartplatz | Zachary Svajda | 6:3, 6:2 |